# アラビノキシラン
アラビノキシラン(英語: Arabinoxylan)は、針葉樹やイネ科植物に含まれるヘミセルロースの一つである。
針葉樹ヘミセルロースとしてはグルコマンナンの次に多く含まれ、含有率は10%程度に達する。ガン治療において長年研究されている。現状では医学的効果は一切無いとされているが、免疫機能の向上に期待がなされている。

## 化学構造
β1－4結合したキシロースの主鎖に対し、キシロース10残基当たり、α1-3結合でL-アラビノフラノースが1残基、α1-2結合で4-O-メチルグルクロン酸が2残基結合している。長い分岐は見られず、重合度は約100-200。比旋光度は-35～-70である。